# محسن موسى متولي عطوة
محسن موسى متولي عطوة (19 يونيو 1964 - 12 أبريل 2006) مواطن مصري كان مطلوبا من قبل حكومة الولايات المتحدة منذ 7 أغسطس 1998 بسبب تفجير سفارات الولايات المتحدة 1998 في دار السلام ,تنزانيا وفي نيروبي،كينيا وكان يستخدم القنابل في كل هجماته، وقد تم توجيه الاتهام له  في محكمة مقاطعة الولايات المتحدة للمنطقة الجنوبية في نيويورك.